# Tatort: Letzte Tage
Letzte Tage ist ein Fernsehfilm aus der Kriminalreihe Tatort. Der Film mit Eva Mattes als Kriminalhauptkommissarin Klara Blum wurde vom SWR produziert und am 23. Juni 2013 erstmals in Deutschland, Österreich und der Schweiz ausgestrahlt. Diese 878. Folge der Tatort-Reihe ist der 25. Fall von Klara Blum und der 21. Fall von Kai Perlmann.

## Handlung
Blum und Perlmann werden zur Autofähre Romanshorn–Konstanz gerufen. Man hat hier den Bauklempner Jochen Heigle, in seinem Auto sitzend, tot aufgefunden. Der Rechtsmediziner vermutet eine Thrombozytenschwäche, da der Mann offensichtlich verblutet ist. Im Fußraum des Wagens liegt eine Injektionsspritze mit einem Rest blutverdünnender Acetylsalicylsäure, die er sich selbst gegeben haben könnte. Allerdings findet sich auch das Ticket, das für zwei Personen gelöst ist. Eine zweite Person kann jedoch nicht ausfindig gemacht werden. Auch ist sein Handy nirgends zu sehen.
Während Blum nach Augenzeugen fragt, bemerkt sie den Schweizer Kollegen Matteo Lüthi auf der Fährbrücke. Beide Ermittler sind sich nicht einig darüber, wer für die Untersuchung des Falles zuständig ist. Lüthi war zwar als erster vor Ort, aber gefunden wurde der Tote auf deutschem Gebiet. Blum und Lüthi informieren die Familie von Jochen Heigle und erfahren dort, dass er aufgrund seiner Leukämieerkrankung, die sich bereits im Endstadium befand, gar keinen Führerschein mehr besaß und eigentlich nicht mit dem Auto unterwegs gewesen sein konnte. Blum hofft nun, dass es kein Suizid war, damit die Familie über Heigles Lebensversicherung etwas abgesichert ist. Sie sieht sich die Aufnahmen der Überwachungskamera der Fähre an und erkennt ihren Schweizer Kollegen. Er war nicht nur zuerst am Tatort, sondern hat offensichtlich auch die Leiche gefunden und möglicherweise das Handy an sich genommen.
Aufgrund von Perlmanns Recherche und der Tatsache, dass Jochen Heigle Teil einer Anwenderbeobachtung für ein neues Krebsmedikament der Firma Sanortis war, kommen die Ermittler Blum und Perlmann zu dem Schluss, dass Heigle die Pharmafirma erpresst haben muss. Der Schweizer Kollege Lüthi sollte möglicherweise das Geld auf der Fähre übergeben und irgendetwas ist schiefgelaufen. Nur so kann sich Blum erklären, warum Lüthi offensichtlich Beweismittel unterschlägt. Damit er nicht weiter auf eigene Faust ermitteln kann, legt sie ihm und sich kurzerhand Handschellen an und wirft den Schlüssel in den Bodensee. So muss er sie mit zur Firma Sanortis nehmen und feststellen, dass man dort allen Grund hatte, Heigle loszuwerden.
Perlmann sucht inzwischen die Selbsthilfegruppe für Leukämiekranke auf und trifft auf die Medizinstudentin Mia Hennig, die gerade für eine großangelegte Typisierungsaktion zugunsten des leukämiekranken Jonas Rattke wirbt. Sie gesteht Perlmann, dass sie Heigle eine CD mit den Ergebnissen einer B-Studie gegeben hat, da ihr Bruder an dem Institut arbeitet, das mit der Arbeit beauftragt war. Damit hat Heigle die Pharmafirma erpresst, da sie belegt, dass das neue „Wundermittel“ mehr schadet als nutzt, und das wollte er auch in seiner Selbsthilfegruppe publik machen. Dort klammert sich besonders Jonas’ Vater an alles, was Hoffnung bringt für seinen Sohn, und negiert Heigles Beweise. Außerdem unterstützt Sanortis die Selbsthilfegruppe finanziell, um damit das Werbeverbot für Arzneimittel zu umgehen. Wenn diese Geldmittel wegfallen würden, wäre das auch für Rattke persönlich eine Katastrophe.
Mia Hennig gerät kurzfristig unter Mordverdacht, da Fotos belegen, dass sie die Beifahrerin von Heigle auf der Fähre war. Als Medizinstudentin kennt sie sich mit der Wirkung von Acetylsalicylsäure aus. Sie gibt zu, mit ihm gestritten zu haben, da sie die CD zurückhaben wollte, die – in den falschen Händen – ihren Bruder als Spion hätte entlarven können. Unerwartet erhält sie jedoch von Lüthi ein Alibi, der zugibt mit ihr zusammen gewesen zu sein. Damit ist allerdings die Aussage von Steffen Rattke widersprüchlich und Perlmann will ihn nochmal befragen. Als er in das Büro der Selbsthilfegruppe kommt, findet er dort eine E-Mail mit dem indirekten Auftrag von Blattmann, sich um einen erneuten Erpresser zu kümmern. Frau Heigle hatte zufällig die CD gefunden und erpresst nun auf eigene Faust die Pharmafirma. Als sie das deponierte Geld an sich nehmen will, erscheint Steffen Rattke und holt sich im Gegenzug die CD. Wütend greift sie ihn an und fragt ihn, ob er ihren Mann umgebracht habe. Verzweifelt gibt er das zu, während schon die Polizei auf ihn wartet.

## Hintergrund
Die Dreharbeiten zu diesem 878. Tatort-Krimi fanden in Konstanz, Baden-Baden, Meersburg und Romanshorn und unter dem Arbeitstitel Totenschiff bzw. Totensonntag statt. Gedreht wurde auf der Motorfähre Tábor der Stadtwerke Konstanz, die zwischen Konstanz und Meersburg verkehrt. Eine Autofähre zwischen Konstanz und Romanshorn existiert nicht, da sich beide Städte am südlichen Ufer des Bodensees befinden und mit Straße und Zug verbunden sind.

## Rezeption

### Einschaltquoten
Die Erstausstrahlung des Tatort Letzte Tage am 23. Juni 2013  wurde in Deutschland insgesamt von 9,02 Millionen Zuschauern gesehen und erreichte damit ein Marktanteil von 27,30 Prozent.

### Kritiken
Der Tatort Letzte Tage wird bei Moviepilot.de als recht durchschnittlich beurteilt, und die Kritiker empfinden die Geschichte als „ein diffuses Krimigeflecht […], das mal wieder viele Themen unterschiedlichster Art anreißt, zudem zeitweise melodramatisch, dann wieder lustig und heiter sein möchte, im Endeffekt aber wieder das übliche Stückwerk ohne größerem Tiefgang bietet. Dass die TV-Ausstrahlung nun plötzlich ein Hoch bei den DKMS-Spenden ausgelöst hat, ist da immerhin die positive Randnotiz eines sehr mauen Saison-Abschlusses.“
Rainer Tittelbach von tittelbach.tv kommt zu dem Urteil, dass diese Tatortepisode „viele Fässer aufmacht: Arzneimittelskandal, Erpressung als Altersvorsorge, Anflüge von Korruption, ein verliebter Perlmann, der sich emotional was traut, und ein ‚Muttchen‘ Blum, das sich nichts traut – und ihre ‚Sympathien‘ für den Schweizer Kollegen in Antipathie umwertet. Variationen des üblichen Kompetenzgerangels und eine unmoralische Firmenpolitik als wohlfeiler Spritzer Sozialkritik sind gängige Krimimuster.“
Lars-Christian Daniels von Filmstarts.de vergibt 1,5 von 5 möglichen Sternen und kommt zu dem Ergebnis: „Keine Spannung, keine knifflige Mördersuche, keine guten Dialoge – Letzte  Tage hat nicht viel zu bieten. Der 21. Einsatz von Blum und Perlman ist schlichtweg gähnend langweilig und eine der schwächsten Folgen der ersten Jahreshälfte 2013.“
Thordes Herbst von den Serienjunkies beurteilt die „Einführung zum Gähnen, [jedoch] ist nicht alles schlecht […] das anfängliche Kompetenzgerangel zwischen Blum und Perlmann auf der einen und Lüthi auf der anderen Seite [wirkt] zu langatmig, aber kleine Lichtblicke wie Perlmanns Nickname Perle in einem Internetforum oder Beckchens (Justine Hauer) Ansprache vor einer Horde von chinesischen Touristen, tragen durchaus humoristisches Potential in sich. Leider werden diese Lichtblicke […] unter der Last des Doppelangriffs auf die Pharmaindustrie und den Schweizer Nachrichtendienst regelrecht erdrückt […] Der Kriminalfall, der Letzte Tage zugrunde liegt, wirkt rückblickend zwar viel zu konstruiert und teils zu wirr, hätte aber mit Sicherheit besser unterhalten können, wenn ihm nicht durch den stoisch erhobenen Zeigefinger der Garaus gemacht worden wäre.“
Die Kritiker der Fernsehzeitschrift TV Spielfilm fanden, „trotz lichter Momente wirkt der Fall steril und etwas überkonstruiert“. Sie vergaben daher das Fazit „Zu dick aufgetragen und seltsam blutleer“.